# Шелепіно
Шеле́піно (рос. Шелепино) — присілок у складі Дмитровського міського округу Московської області, Росія.

## Населення
Населення — 30 осіб (2010; 29 у 2002).
Національний склад (станом на 2002 рік):
- росіяни — 90 %